# Arrowsmith (Illinois)
Arrowsmith – wieś w Stanach Zjednoczonych, w stanie Illinois, w hrabstwie McLean.